# Castro de Borneiro
El Castro de Borneiro es un yacimiento arqueológico de Galicia (España) y un ejemplo de la cultura castreña de finales de la Edad del Hierro. Ha sido objeto de diversas obras de excavación y reforma para habilitar las visitas. Su imagen es conocida por haber aparecido en libros de texto.

## Situación
Está situado en Castro (A Cibdá), perteneciente a la parroquia de Borneiro, municipio de Cabana de Bergantiños (La Coruña). Queda a 500 metros de la carretera AC430, que conecta As Grelas y Baio.

## Descripción

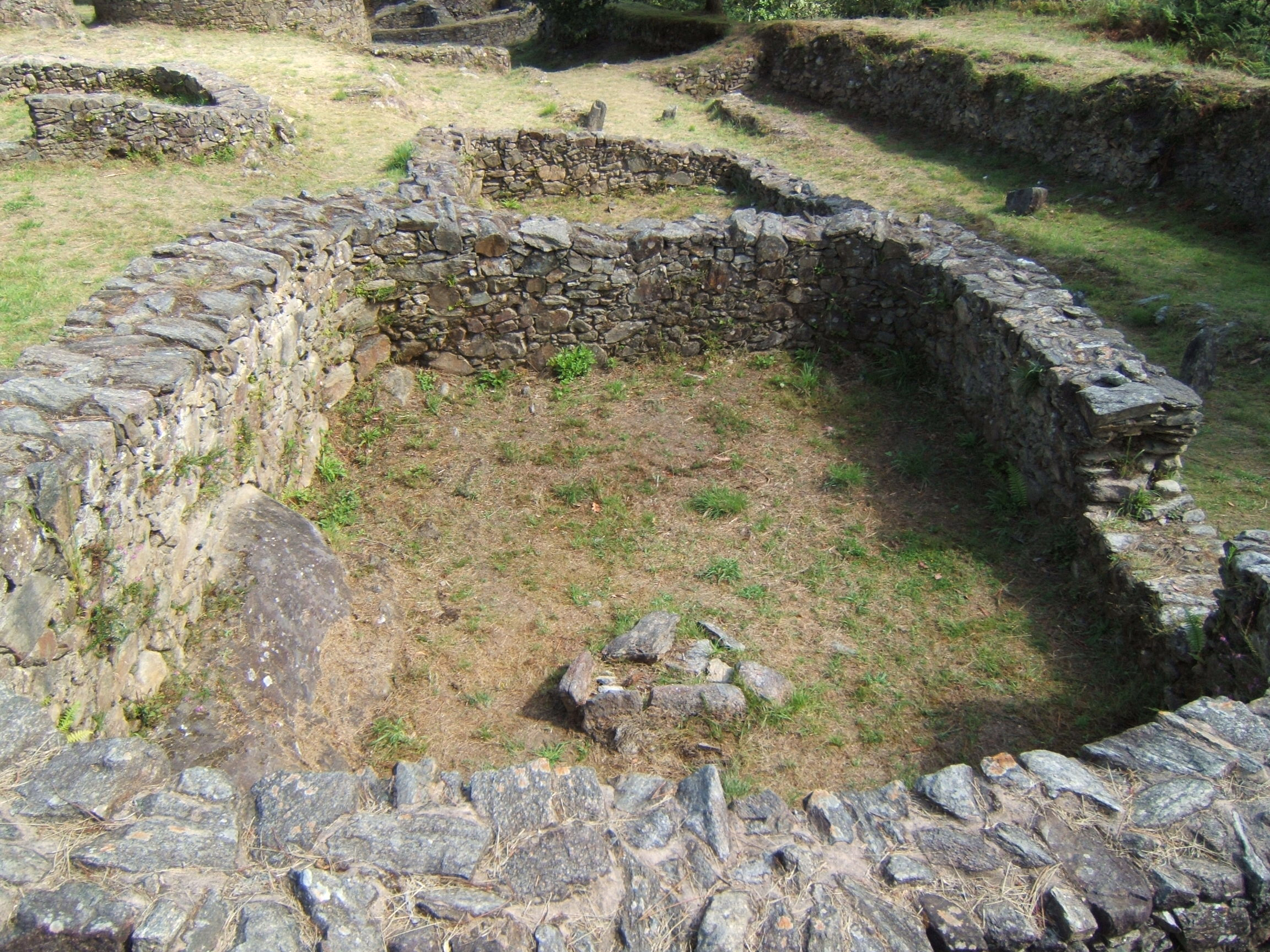
Castro de Borneiro.

Fue el primer castro gallego en ser científicamente fechado con el método del carbono 14. Estuvo habitado entre los siglos IV y I a. C., sin haberse observado signos de romanización. Se encuentra ubicado en una ladera orientada al este, junto a un arroyo, a una altura de unos 200 metros.
Habiéndose descubierto en 1924 por Isidro Parga Pondal y Ciriaco Pérez Bustamante, las excavaciones comenzaron en los años treinta dirigidas por Sebastián González García-Paz, y se reanudaron en los años setenta con Jorge Juan Eiroa. En los años ochenta se realizaron los trabajos más concienzudos, de la mano de Ana Romero Masiá (1952-). En ellas se encontraron múltiples fragmentos de cerámica indígena, urnas de bronce y hierro, muros de piedra, moldes de fundición, cuentas de vidrio, etc; actualmente expuestos en el Museo Arqueológico de La Coruña. A día de hoy se han excavado un total de 36 construcciones (unas tres cuartas partes del total).
El conjunto (de 90 por 55 metros) está rodeado en todo su perímetro por un foso y dos muros defensivos, a excepción del lado este, donde la pendiente brusca de la ladera actúa como defensa natural. 
Además del recinto principal existe una zona conocida como Barrio Extramuros en el lado este, coincidiendo con la entrada al castro. Este segundo conjunto está formado por una gran vivienda ovalada, dos fuentes con desagüe y un horno circular que en su momento debió de estar cubierto por una bóveda. 
Las viviendas son circulares o cuadrangulares con las esquinas redondeadas, destacando por su gran tamaño en comparación con otros yacimientos.
A pocos kilómetros del sitio se encuentra el dolmen de Dombate.